# Heerema Marine Contractors

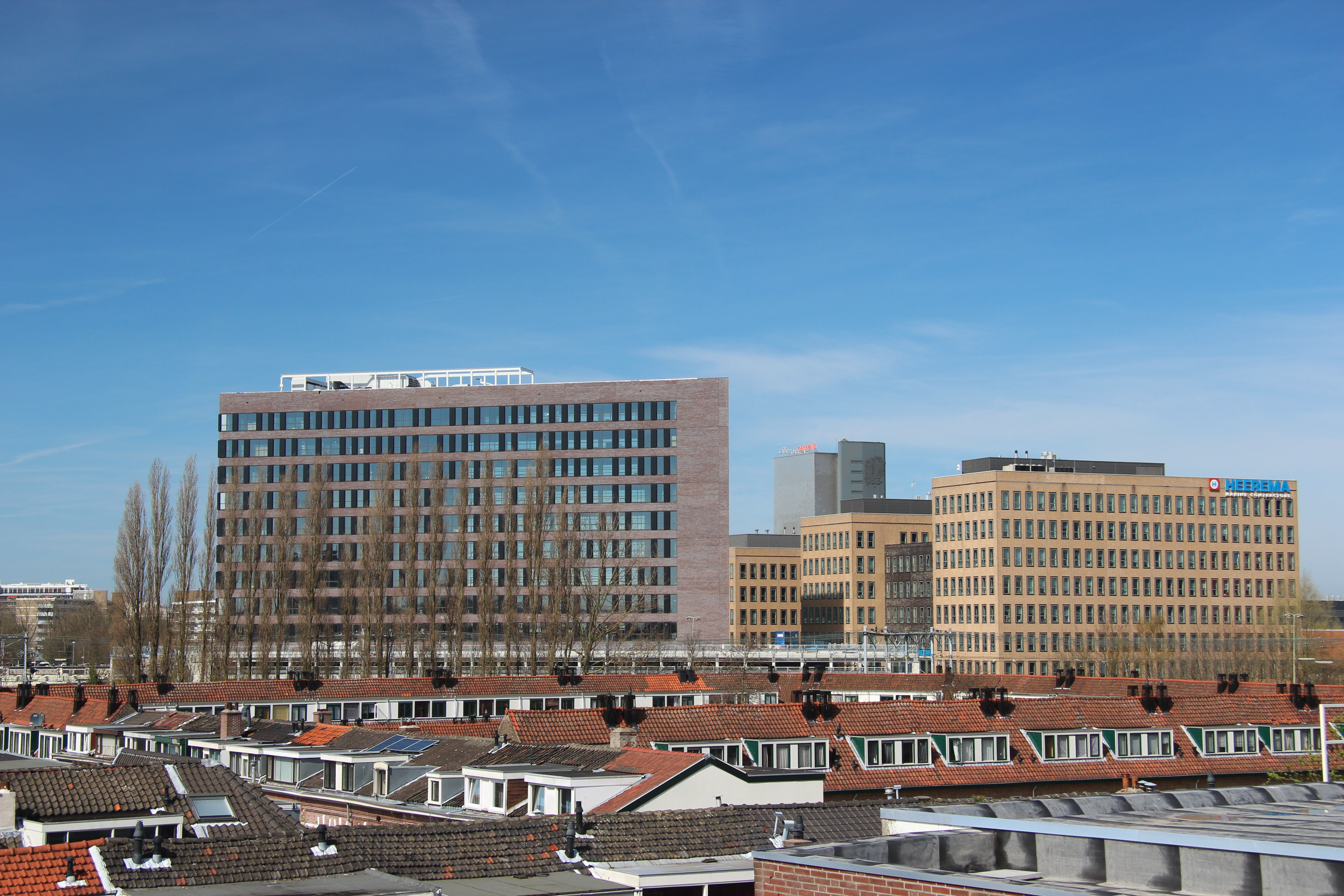
Heerema Leiden

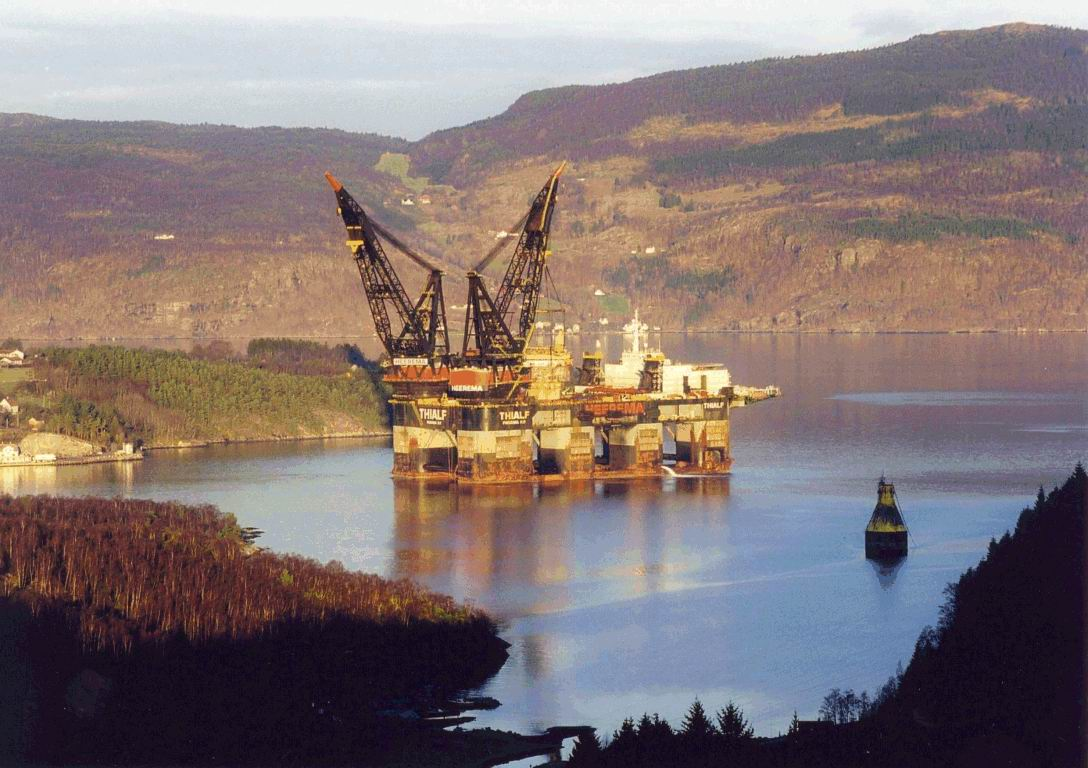
Thialf

Heerema Marine Contractors, kurz HMC, ist eines der führenden Dienstleistungsunternehmen in der Offshore-Öl- und Gas-Industrie. HMC ist dabei auf den Transport, die Installation und gegebenenfalls auch auf das Abbauen von allen Arten von Offshorebauwerken spezialisiert. Diese Aktivitäten werden sowohl in seichten, küstennahen Gewässern und dem Kontinentalschelf, als auch der Tiefsee angeboten.
Das Unternehmen wurde von Pieter Schelte Heerema am Maracaibo-See in Venezuela gegründet. Der Firmensitz befindet sich heute in Leiden in den Niederlanden.
HMC ist Teil der Heerema Gruppe und damit ein Schwesterunternehmen der Heerema Fabrication Group (HFG), die auf die Herstellung von komplexen Strukturen und Bauwerken für die Offshore-Industrie spezialisiert ist.

## Geschäftsfelder
(Quelle:)

### Tiefsee-Arbeiten
Heerema Marine Contractors entwickelt, beschafft und installiert alle Arten von Ausrüstung und Bauwerken, beispielsweise jede Art von Ölbohrplattformen, bis zu einer Wassertiefe von 3500 Meter. Für derartige Projekte werden unter anderem die zwei Tiefsee-Arbeitsschiffe (englisch Deepwater Construction Vessel) Balder, die Thialf und die Sleipnir, der leistungsfähigste Schwimmkran der Welt, eingesetzt.

### Schwergut
Seit fast fünf Jahrzehnten werden von HMC alle Arten von Schwergut bewegt und installiert. Dafür besitzt das Unternehmen neben den Schwimmkränen auch zahlreiche Schlepper und Leichter.

### Rückbau und Zerlegen
Ein weiteres Geschäftsfeld ist das Abbauen und Zerlegen von obengenannten Bauwerken. Da die Nutzungsdauer oder Einsatzdauer beispielsweise einer Ölbohrplattform auf den Zeitraum der Bohrung beschränkt ist und sie dann durch eine Förderplattform ersetzt wird (Komplettaustausch oder Umbau von Bohr- in eine Förderplattform), bietet HMC auch den Rückbau, Umbau und das Versetzen von Plattformen an.